# Valeriana verrucosa
Valeriana verrucosa är en kaprifolväxtart som beskrevs av Schmale. Valeriana verrucosa ingår i släktet vänderötter, och familjen kaprifolväxter. Inga underarter finns listade i Catalogue of Life.